# Prosintis
Prosintis là một chi bướm đêm thuộc họ Blastobasidae.